# Sadio Sow
Pour les articles homonymes, voir Sow.
Sadio Sow, né le 13 mars 1976 à Dakar, est un footballeur professionnel français évoluant au poste de milieu de terrain.
Formé au FC Nantes, il débute en professionnel avec un prêt au  GFCO Ajaccio en National et se révèle lors de la saison 1999-2000.
Il rejoint alors les Chamois niortais en D2 où l'équipe termine 4e et échoue de peu à la montée, la saison suivante il s'engage avec l'AS Nancy-Lorraine, toujours au même niveau, mais n'arrive pas à percer au sein de l'effectif; au mercato hivernal il est alors prêté à Preston North End en D2 Anglaise.
Non conservé à Nancy, il prend le chemin de US Créteil, toujours en D2 ou il retrouvera durant la saison 2003-2004 son ancien entraineur du GFCO Ajaccio, Jean-Michel Cavalli.
Libre de tout contrat en 2006, il tente un essai au Stade brestois mais n'est pas retenu. 
Il rejoint le club des Emirats Arabe Unis de Baniyas pour une saison.
Par la suite, Jean-Michel Cavalli le fait venir au Wydad de Casablanca en décembre 2007. 
En septembre 2008 il quitte le club casablancais  et s'engage avec le Kawkab de Marrakech.
En Juin 2009 il rejoint le Nîmes Olympique en signant un contrat d'une saison et effectue toute la préparation d'avant saison ; en litige avec son ancien club, il signe dans le Gard début août, il fait alors son retour en France après 3 ans d'absence et retrouve Jean-Michel Cavalli.
Son contrat n'est pas renouvelé et il quitte le club à l'issue de la saison.
En octobre 2010, il signe à l'AS Cherbourg alors en CFA avec lequel il monte en championnat de National la saison suivante.

## Parcours
- 19??-1998 :  FC Nantes
- 1998-2000 :  GFCO Ajaccio
- 2000-2001 :  Chamois niortais
- 2001-fév. 2002 :  AS Nancy-Lorraine
- Fév. 2002-2002 :  Preston North End (prêt)
- 2002-2006 :  US Créteil
- Déc. 2007-sept. 2008 :  Wydad Cablanca
- Sept. 2008-2009 :  Kawkab Marrakech
- 2009-2010 :  Nîmes Olympique
- 2010- :  AS Cherbourg